# Marathon (Jebroer feat. Anita Doth-dal)
A Marathon című dal a holland Jebroer és Anita Doth 2017 decemberében megjelent közös dala, mely a holland slágerlistára is felkerült, és a 73. helyig jutott.
A dal erősen a 90-es évekre jellemző techno stílus jegyében íródott holland nyelven. A rapper azt nyilatkozta az RTL Boulevardnak, hogy ezzel a közös projekttel gyermekkori álma valósult meg, hogy együtt énekelhet Anitával, akit még a Herman Brood Akadémiáról ismer, ahová ő is járt iskolába.
"Sok legendával dolgoztam már együtt, többek között Scooterral, DJ Paul Elstakkal is, de Anita már gyermekkori álmom, hogy vele énekelhessek, így ő is egy legenda számomra" - nyilatkozta a rapper.